# Lophogaster subglaber
Lophogaster subglaber is een kreeftachtigensoort uit de familie van de Lophogastridae. De wetenschappelijke naam van de soort is voor het eerst geldig gepubliceerd in 1927 door Hansen.